# Natipong Sritong-in
Natipong Sritong-in (thailändisch เนติพงษ์ ศรีทองอินทร์ฐ, * 8. September 1972 in Bangkok) ist ein thailändisch-französischer Fußballtrainer und ehemaliger Fußballspieler.

## Karriere

### Spieler

#### Verein
Natipong Sritong-in erlernte das Fußballspielen in den französischen Mannschaften von Stade Français, Racing Club de France und Olympique Noisy-le-Sec. Bei Olympique Noisy-le-Sec unterschrieb er am 1. Juli 1991 auch seinen ersten Vertrag. Am 1. Januar 1994 ging er in sein Heimatland Thailand, wo er einen Vertrag beim Bangkok Bank FC in Bangkok unterschrieb. Nach einem halben Jahr wechselte er zum Thai Farmers Bank FC. 1995 feierte er mit dem Verein die thailändische Meisterschaft. Die Asian Club Championship gewann er mit der Farmers Bank 1994 und 1995. Außerdem gewann er mit dem Verein viermal den Queen’s Cup sowie einmal den Kor Royal Cup. Den Afro-Asien-Pokal gewann er mit dem Verein 1994. Hier gewann man gegen den ägyptischen Vertreter al Zamalek SC. Am 1. Januar 1998 beendete er seine Karriere als Fußballspieler.

#### Nationalmannschaft
Natipong Sritong-in spielte 55-mal für die  thailändische Nationalmannschaft. Hierbei erzielte er 25 Tore. 1996 gewann er mit der Mannschaft die Südostasienmeisterschaft. Das Endspiel am 15. September 1996 in Singapur gegen Malaysia wurde mit 1:0 gewonnen.

### Trainer
Natipong Sritong-in übernahm am 1. Januar 2017 das Traineramt beim Kalasin FC. Der Verein aus Kalasin spielte in der neugeschaffenen dritten Liga. Hier trat man in der Upper-Region an. Bei dem Verein stand er bis Anfang April 2018 unter Vertrag. Zehn Tags später übernahm er für drei Wochen das Traineramt beim Erstligisten Navy FC in Sattahip. Am 1. Dezember 2022 unterschrieb er einen Vertrag als Co-Trainer beim Erstligisten BG Pathum United FC.

## Erfolge

### Spieler

#### Verein
Thai Farmers Bank FC
- Thailändischer Meister: 1995
- Asian Club Championship-Sieger: 1994, 1995
- Queen’s Cup-Sieger: 1994, 1995, 1996, 1997
- Kor Royal Cup-Sieger: 1995
- Afro-Asien-Pokal-Sieger: 1994

#### Nationalmannschaft
Thailand
- Südostasienmeisterschaft: 1996